# Гелен Фріман
Гелен Фріман (англ. Helen Freeman; 3 серпня 1886 — 25 грудня 1960) — американська акторка кіно.

## Біографія
Народилася в Сент-Луїсі, штат Міссурі, у родині Бенджаміна Фрімана (1857—1937), банкіра з Денвера. 
У 1932 році одружилася з Едвіном Корле в , Мексика. 
Померла в Лос-Анджелесі, штат Каліфорнія.

## Вибрана фільмографія
- 1915 — Ви масон? / Are You a Mason? — Гелен Перрі
- 1930 — Авраам Лінкольн / Abraham Lincoln — Ненсі Генкс Лінкольн
- 1932 — Симфонія шести мільйонів / Symphony of Six Million — міс Спенсер, медсестра Фелікса
- 1933 — Бережи свого чоловіка / Hold Your Man — Міс Девіс
- 1935 — О, дикість! — Ah, Wilderness! — міс Гавлі